# Dulov
Dulov je obec na Slovensku v okrese Ilava.

## Polohopis
Nachází se na pravém břehu řeky Váh v blízkosti pohoří Bílé Karpaty. Sousedí s obcemi Horovce, Pruské, Tuchyňa, Ladce.

## Dějiny
První zmínka o obci Dulov pocházejí z roku 1259 a o obci Nová Ves z roku 1388. Název Dulov se ustálil v roce 1927. Dnešní obec Dulov vznikla spojením dvou částí : Dulov a Nová Ves.

## Obyvatelstvo
Žije zde 918 obyvatel. Většina obyvatel patří k slovenské národnosti a k římskokatolické církvi. Podobná skladba obyvatelstva převažovala i v minulosti.

### Národnost složení obyvatelstva
| \| Dulov (okr.IL) SODB 2001 \| Dulov (okr.IL) SODB 2001 \| Dulov (okr.IL) SODB 2001 \| Dulov (okr.IL) SODB 2001 \| Dulov (okr.IL) SODB 2001 \| \| ------------------------ \| ------------------------ \| ------------------------ \| ------------------------ \| ------------------------ \| \| \| \| \| \| \| \| Slováci \| Slováci \| \| 99 % \| 99 % \| \| Česi \| Česi \| \| 1 % \| 1 % \| |         |  |      |      |
| Dulov (okr.IL) SODB 2001 |         |  |      |      |
| |         |  |      |      |
| Slováci | Slováci |  | 99 % | 99 % |
| Česi | Česi    |  | 1 %  | 1 %  |

### Náboženské složení obyvatelstva
| \| Dulov (okr.IL) SODB 2001 \| Dulov (okr.IL) SODB 2001 \| Dulov (okr.IL) SODB 2001 \| Dulov (okr.IL) SODB 2001 \| Dulov (okr.IL) SODB 2001 \| \| ------------------------ \| ------------------------ \| ------------------------ \| ------------------------ \| ------------------------ \| \| \| \| \| \| \| \| Římskokatolická c. \| Římskokatolická c. \| \| 97 % \| 97 % \| \| Bez vyznání \| Bez vyznání \| \| 2 % \| 2 % \| \| Ostatní, nezjištění \| Ostatní, nezjištění \| \| 1 % \| 1 % \| |                     |  |      |      |
| Dulov (okr.IL) SODB 2001 |                     |  |      |      |
| |                     |  |      |      |
| Římskokatolická c. | Římskokatolická c.  |  | 97 % | 97 % |
| Bez vyznání | Bez vyznání         |  | 2 %  | 2 %  |
| Ostatní, nezjištění | Ostatní, nezjištění |  | 1 %  | 1 %  |

## Památky
V obci se nacházejí dvě římskokatolické zvonice. Jedna z nich z roku 1922 se nachází v části Nová Ves a druhá z roku 1942 v části Dulov. V roce 2000 byl dokončen římskokatolický Kostel Sedmibolestné Panny Marie.